# Cao Ly Thành Tông
Cao Ly Thành Tông (Hangul: 고려 성종, chữ Hán: 高麗 成宗; 15 tháng 1 năm 961 – 29 tháng 11 năm 997; trị vì 981 – 997) là vị quốc vương thứ sáu của vương triều Cao Ly.
Ông sinh ngày 15 tháng 1 năm 961, là con trai thứ hai của Vương Húc, và vợ đồng thời là em gái cùng cha khác mẹ với ông ta là Tuyên Nghĩa Vương hậu., và là vương tôn của Cao Ly Thái Tổ. Tên thật của ông là Vương Trị (왕치; 王治), tự là Ôn Cổ (온고; 溫古).
Hai em gái ruột của ông là Hiến Ai Vương hậu và Hiến Trinh Vương hậu. Do cha mẹ mất sớm nên ba anh em bà sống cùng với bà nội là Thần Tĩnh Vương thái hậu.
Cao Ly Cảnh Tông (anh họ và cũng là em rể của ông) mất sớm vào ngày 13 tháng 8 năm 981, người con trai duy nhất của ông ta, Vương Tụng khi đó chỉ mới 1 tuổi nên Vương Trị đã lên kế vị, tức là Cao Ly Thành Tông.

## Trị vì

### Cải cách và ngoại giao thời kỳ đầu
Vừa lên ngôi vua, Thành Tông đã phong cho Hiến Ai Vương hậu (em gái của Thành Tông, vợ của Cao Ly Cảnh Tông) thành Sùng Đức công chúa. Sau đó Sùng Đức công chúa bị Thành Tông buộc phải rời khỏi hoàng cung Khai Thành và sống bên ngoài Khai Thành cùng con trai bà ta là Vương Tụng. Thành Tông truy tôn cho cha mình là Vương Húc trở thành Cao Ly Đới Tông. Là một góa phụ, Hiến Trinh Vương hậu (em gái của Thành Tông, vợ của Cao Ly Cảnh Tông) cũng phải chuyển đến nhà mẹ đẻ bên ngoài cung điện ở Khai Thành; ngôi nhà gần với người chú cùng cha khác mẹ của bà ta, Vương Uất, nằm ở chùa Vương Luân tự (왕륜사, 王輪寺), núi Songak. Vì luật pháp Cao Ly cấm thái hậu tiếp cận những người đàn ông khác nên bà ta thường đến thăm chú của mình và khi họ dành thời gian bên nhau, họ trở nên thân thiết.
Em gái của Cao Ly Cảnh Tông là Văn Đức Vương hậu Lưu thị (문덕 왕후 유씨, 文德王后 劉氏) trở thành Vương hậu của Thành Tông (dù trước đó bà ta từng lấy Hoằng Đức Viện quân Vương Khuê và hạ sinh Tuyên Chính Vương hậu Lưu thị). Bà ta trở thành Vương hậu Cao Ly đầu tiên tái hôn. Tuyên Chính Vương hậu Lưu thị được Thành Tông trực tiếp nuôi dạy và được coi như là con đẻ, do đó nhiều người tin rằng Tuyên Chính Vương hậu là con gái ruột của Thành Tông.
Sau khi lên ngôi, Thành Tông ban đầu bằng lòng không can thiệp vào các địa chủ cấp tỉnh và xoa dịu tầng lớp quý tộc gốc Tân La. Thành Tông đã kết hôn với một phụ nữ thuộc hoàng tộc Tân La là Văn Hòa Vương hậu Kim thị (문화왕후 김씨), con gái của Kim Nguyên Sùng.
Năm 982, Thành Tông chấp nhận những đề xuất trong một bản tưởng niệm do học giả Nho giáo là Thôi Tặng Lão (최승로, 崔承老, Ch'oe Sŭng-no) viết (trong đó ông ta thảo luận về các chính sách nhà nước của 5 vị vua trước của Cao Ly và đề xuất 28 chính sách cải cách triều đình) và bắt đầu thành lập một triều đình theo phong cách Nho giáo. Những chính sách này đã trở thành cơ sở quan trọng cho các vấn đề quốc gia như hệ thống chính trị và chính quyền địa phương của Cao Ly. Thôi Tặng Lão gợi ý rằng Thành Tông có thể hoàn thành những cải cách của Cao Ly Quang Tông, vị vua thứ tư của Cao Ly, người mà ông đã kế thừa từ Cao Ly Thái Tổ. Cao Ly Thái Tổ đã từng nhấn mạnh Kinh điển lịch sử của Nho giáo, trong đó nói rằng vị Hoàng đế lý tưởng nên hiểu nỗi đau khổ của nông dân và trực tiếp trải qua công việc vất vả của họ. Thành Tông tuân theo nguyên tắc này và thiết lập chính sách theo đó các quan chức quận được chính quyền trung ương bổ nhiệm và tất cả vũ khí thuộc sở hữu tư nhân đều được thu thập để đúc lại thành nông cụ.
Thành Tông đã tiến hành cải cách tại Cao Ly và tạo lập vương quốc thành một chế độ quân chủ tập trung trên nền tảng Nho giáo vững chắc. Ông đã nhấn mạnh sự trong sạch và khiết tịnh đối với hai em gái của mình là Sùng Đức công chúa và Hiến Trinh Vương hậu. Cuối năm 982, Thôi Tặng Lão được thăng lên  chức Môn hạ thị lang bình chương sự (문하시랑평장사; 門下侍郎平章事; munhasirang p'yŏngjangsa). Thôi Tặng Lão đã truyền bá Nho giáo rộng rãi ở Cao Ly và thiết lập cơ cấu chính trị cơ bản của Cao Ly vào thời đại Thành Tông.
Năm 983, ông thành lập hệ thống gồm 12 mục, các đơn vị hành chính chiếm ưu thế trong phần lớn giai đoạn về sau của Cao Ly. Ông cử những người đàn ông được học hành đến mỗi mục để giám sát giáo dục địa phương. Điều này được dự định là một cách để tích hợp tầng lớp quý tộc của đất nước vào bộ máy quan lại mới. Những người con tài năng của các quý tộc trong nước được giáo dục để có thể vượt qua các kỳ thi tuyển quan lại và được bổ nhiệm vào các chức vụ chính thức trong triều đình Cao Ly ở kinh đô Khai Thành. Trong năm 983, Khương Hàm Tán (Gang Gam-chan) đã đạt điểm cao nhất trong kỳ thi tuyển quan lại và đủ tiêu chuẩn làm quan cho triều đình Cao Ly ở tuổi 36. Từ Hi (Seo Hui) được Thành Tông giao chức Binh quan Ngự sự (兵官御事 Byeonggwan eosa), phụ trách việc quân sự. Thành Tông còn lập ra 3 kinh đô nhỏ cho Cao Ly tại 3 nơi mà ngày nay gọi là Seoul, Gyeongju và Bình Nhưỡng.
Cùng năm 983, Thành Tông sai sứ sang nhà Tống xưng thần với vua Tống Thái Tông, định kỳ hằng năm triều cống cho nhà Tống. Thành Tông bỏ niên hiệu riêng, tiến hành dùng niên hiệu của nhà Tống. Ngoài ra Thành Tông còn buộc bá quan Cao Ly gọi mình là "điện hạ", thay vì gọi là "bệ hạ" như trước, vì danh xưng "bệ hạ" chỉ xứng đáng với hoàng đế nhà Tống. Từ đó Cao Ly đã trở thành nước chư hầu của nhà Tống (sau này nhà Triều Tiên cũng dùng cách gọi các vua Triều Tiên là "điện hạ" thay vì "bệ hạ" để tỏ lòng thần phục các triều đại của Trung Quốc).
Năm 985, vua Tống Thái Tông của nhà Tống sai sứ giả sang Cao Ly yêu cầu Thành Tông phát binh cùng Tống đánh nhà Liêu (đời vua Liêu Thánh Tông). Thành Tông lấy cớ quân đội Cao Ly lâu ngày không được tập luyện, còn yếu kém để từ chối sứ giả nhà Tống.
Biết được sức mạnh quân sự của nhà Tống (đời vua Tống Thái Tông) yếu hơn so với nhà Liêu (đời vua Liêu Thánh Tông) và thường thua trận trước họ, cùng năm 985, vua Ô Huyền Minh của Định An Quốc cử sứ giả đến Cao Ly (đời vua Cao Ly Thành Tông) và cầu cứu. Nhưng Thành Tông đã từ chối lời đề nghị đó và đã dùng vũ lực đuổi sứ giả Định An Quốc ra ngoài hoàng cung.
Tháng 1 năm 986, nhà Liêu (đời vua Liêu Thánh Tông) đã ra quân tiêu diệt quốc gia của người Bột Hải là Định An Quốc (đời vua Ô Huyền Minh) và sáp nhập Định An Quốc vào lãnh thổ nhà Liêu. Người Bột Hải tiếp tục di cư đến Cao Ly (đời vua Thành Tông). Điều này khiến cho Thành Tông lo lắng. Các hành động quân sự này của nhà Liêu diễn ra rất gần với lãnh thổ Cao Ly, cộng thêm nhà Liêu từng dự tính xâm lược vào Cao Ly năm 947 (song hủy bỏ), cùng quan hệ ngoại giao và văn hóa bền chặt giữa Cao Ly và nhà Tống, quan hệ nhà Liêu-Cao Ly do vậy cực kỳ kém. Cả nhà Liêu và Cao Ly đều nhìn nhận đối phương như một mối đe dọa quân sự; nhà Liêu sợ rằng Cao Ly sẽ cố gắng kích động các cuộc nổi loạn trong số cư dân Bột Hải sống tại lãnh thổ Liêu, trong khi Cao Ly lo sợ bị nhà Liêu xâm lược.
Do đã lấy hai người vợ là Văn Đức Vương hậu Lưu thị (문덕왕후 유씨) và Văn Hòa Vương hậu Kim thị (문화왕후 김씨) nhưng vẫn chưa có con trai để kế vị ngôi vua sau này, chỉ toàn sinh con gái, Thành Tông quyết định nạp thêm phu nhân. Người được chọn là Diên Xương Cung phu nhân Thôi thị (연창궁부인 최씨), con gái của Học giả Nho giáo Thôi Hành Ngôn, và gia đình Thôi Hành Ngôn này chưa từng có quan hệ hôn nhân với một thành viên hoàng tộc Cao Ly nào. Do đó cuộc hôn nhân này là điều bất thường vào thời điểm đó. Tuy nhiên Diên Xương Cung phu nhân sau khi lấy Thành Tông cũng chỉ sinh hạ con gái là Nguyên Hòa Vương hậu Thôi thị (원화왕후 최씨).
Năm 988, Thành Tông thăng chức Thôi Tặng Lão lên làm Môn hạ thị trung (문하시중; 門下侍中; munha sijung), và được phong là Chungha hầu.
Ngày 17 tháng 6 năm 989, Môn hạ thị trung Thôi Tặng Lão qua đời và được Thành Tông truy tặng là Munch'ŏng.
Năm 990, Thành Tông phong cho con của Sùng Đức công chúa (em gái của Thành Tông) là Vương Tụng (khi đó mới 10 tuổi) làm người kế vị của mình do ông không sinh được con trai. Vương Tụng được Thành Tông sai người đưa vào hoàng cung Khai Thành và nuôi dạy như con ruột của mình. Vợ thứ hai của Thành Tông là Văn Hòa Vương hậu Kim thị đã trực tiếp nuôi dạy Vương Tụng. Vương Tụng lớn lên cùng với Tuyên Chính Vương hậu như em trai với chị gái, Vương Tụng cũng được cho là thích đi theo Tuyên Chính Vương hậu vì bà ta đã chăm sóc ông ta từ khi còn nhỏ.
Mặc dù Định An Quốc chính thức thất thủ trước nhà Liêu vào năm 986, nhưng các ghi chép cho thấy cuộc kháng chiến của người Bột Hải chống lại nhà Liêu vẫn tiếp tục ở vùng phía tây, bất chấp sự sụp đổ của nhà nước Định An Quốc và nhà Liêu phải thiết lập ba tiền đồn quân sự ở hạ lưu sông Áp Lục khi họ chính thức sáp nhập tàn dư Định An Quốc vào năm 991.
Cùng năm 991 Thái hậu Tiêu Xước của nhà Liêu phái quân Khiết Đan tấn công người Nữ Chân ở hạ lưu sông Áp Lục. Khi đó nhà Liêu đã bắt đầu các cuộc tấn công chống lại Cao Ly (đời vua Cao Ly Thành Tông).

### Giải quyết những vụ bê bối của hai người em gái
Lúc này, Sùng Đức công chúa (mẹ của Vương Tụng, người cháu đã được Thành Tông chọn là người sẽ kế vị ông sau khi ông qua đời) gặp Kim Trí Dương (김치양, 金致陽, Kim Chi-yang), người đến từ gia tộc họ Kim ở Dongju và là họ hàng ngoại của Sùng Đức công chúa. Kim Trí Dương đã đi tu từ rất sớm nhưng sau đó vào cung bắt đầu mối quan hệ với Sùng Đức công chúa. Theo Cao Ly sử, dương vật của Kim Trí Dương đủ lớn để có thể dùng làm trục cho bánh xe ngựa. Điều này đã thu hút Sùng Đức công chúa. Thường xuyên gặp Kim Trí Dương, bà ta đến để thông cảm với ông ta. Hai người tư thông với nhau. Nhưng khi Thành Tông biết chuyện này của bà thì ra lệnh cấm bà ta và Kim Trí Dương gặp nhau. Tuy nhiên, bà ta vẫn bí mật gặp Kim Trí Dương, việc này khi lộ ra đã gây náo loạn trong cung, nhưng Thành Tông đã nhanh chóng kết thúc vụ bê bối này và trấn an người dân bằng cách tống Kim Trí Dương đi lưu đày.
Năm 992, Thành Tông cử Từ Hi (Seo Hui) tham gia đoàn ngoại giao của Cao Ly sang Tống (đời vua Tống Thái Tông) để tái lập quan hệ ngoại giao giữa Cao Ly và nhà Tống. Khương Hàm Tán (Gang Gam-chan) gia nhập triều đình Cao Ly ở kinh đô Khai Thành khi được thăng lên chức Lễ Bộ thị lang.
Cũng trong năm 992,  Quốc Tử giám (국자감, 國子監, Gukjagam) đã được xây dựng trong kinh thành Khai Thành của Cao Ly (đời vua Cao Ly Thành Tông). Quốc Tử giám này là một phần trong chương trình cải cách Nho giáo chung của Thành Tông, cùng với các kỳ thi công chức khoa cử (과거, 科擧, gwageo) và các trường học cấp tỉnh hương giáo (향교, 鄕校, hyanggyo). Nó hình thành nên nền tảng của hệ thống giáo dục Nho giáo mà ông đã hình dung. Thánh chỉ ban đầu của Thành Tông trong năm 992 là cung cấp đất đai và nô lệ để hỗ trợ trường học Quốc Tử giám. Tuy nhiên, chi phí học phí vẫn ở mức cao đối với hầu hết những học viên không thuộc các gia đình giàu có.
Vương Uất (왕욱), chú ruột của Thành Tông, thường xuyên qua lại cung phủ của Hiến Trinh Vương hậu (em gái của Thành Tông). Từ đó hai người nảy sinh tình cảm mà tư thông với nhau. Kết quả là Hiến Trinh Vương hậu đã mang thai.
Theo Cao Ly sử, vào cuối tháng 7 năm 992, khi Hiến Trinh Vương hậu đang ở nhà của Vương Uất, một nô lệ đã chất củi ngoài sân rồi đốt lửa. Ngay khi ngọn lửa bắt đầu lan rộng, một quan chức đã chạy đến dập lửa. Thành Tông cũng lao vào giải cứu họ và khi phát hiện ra việc Hiến Trinh Vương hậu đang có thai với Vương Uất. Nổi giận, Thành Tông đã hạ lệnh lưu đày Vương Uất đến Sasu-hyeon (nay là Sacheon-si, Gyeongsangnam-do, Hàn Quốc) để trị tội. Hồ sơ cho biết Hiến Trinh Vương hậu đã khóc trong xấu hổ và trở về dinh thự của mình, nhưng ngay khi bà ta đến cổng, đã có một chuyển động của thai nhi. Bà ta bám vào cành liễu và cuối cùng sinh ra một đứa con trai là Vương Tuân vào ngày 1 tháng 8 năm 992, nhưng bà ta qua đời ngay sau đó trong cùng ngày.
Mặc dù sự ra đời của Vương Tuân không bình thường, nhưng cha của Vương Tuân cũng là con trai của người sáng lập Cao Ly, vì vậy Vương Tuân đã có thể sống dưới sự bảo vệ cao độ của Thành Tông. Do Vương Tuân lúc đó còn nhỏ nên Vương Tuân được Thành Tông đưa vào cung và giao cho một bảo mẫu chăm sóc. Tuy nhiên Vương Tuân lại nhớ cha nên Thành Tông quyết định gửi Vương Tuân đến Sasu-hyeon sống với Vương Uất. Họ đã sống cùng nhau tại Gwiyangji.

### Cuộc xâm lược của nhà Liêu năm 993

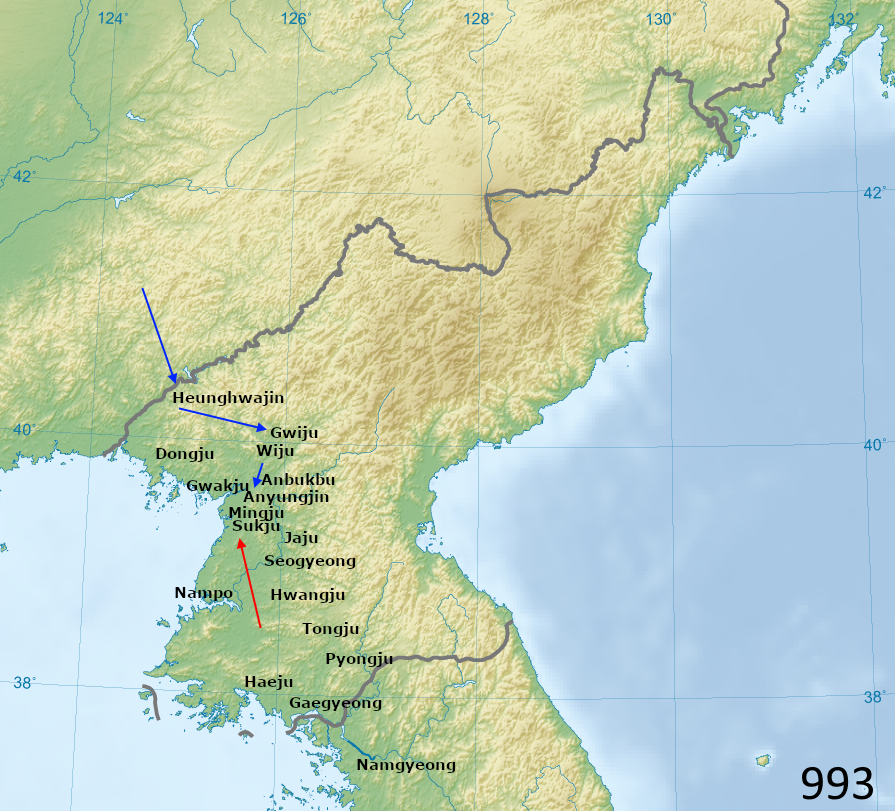
Bản đồ quân đội nhà Liêu (đời vua Liêu Thánh Tông) xâm lược Cao Ly (đời vua Cao Ly Thành Tông) từ tháng 11 đến tháng 12 năm 993.

Vào cuối tháng 8 năm 993, theo các nguồn tin tình báo Cao Ly dọc biên giới cho biết, một cuộc xâm lược từ nhà Liêu (đời vua Liêu Thánh Tông) sắp xảy ra. Thành Tông nhanh chóng huy động quân đội Cao Ly và chia lực lượng của mình thành ba cụm quân để đảm nhận các vị trí phòng thủ ở phía tây bắc. Các đơn vị tiên tiến của quân đội Cao Ly hành quân về phía tây bắc từ sở chỉ huy của họ gần Anju ngày nay ở bờ nam sông Thanh Xuyên. Mức độ nghiêm trọng của tình hình buộc Thành Tông phải đi từ kinh đô Khai Thành đến Seogyeong (nay là Bình Nhưỡng) để đích thân chỉ huy toàn quân.
Thái hậu Tiêu Xước của nhà Liêu phái quân Liêu xâm lược Cao Ly. Tháng 10 năm 993, một đội quân Liêu khổng lồ dưới sự chỉ huy của Tiêu Tốn Ninh tràn ra khỏi Liao từ thành Naewon-song và tràn qua sông Áp Lục vào Cao Ly. Làn sóng quân Liêu tràn qua sông và tỏa ra khắp một vùng nông thôn.
Tháng 11 năm 993, quân Liêu tiến đến thành Pongsan, biên giới tây bắc của Cao Ly với khoảng 60.000 quân. Trong cuộc chiến đẫm máu giữa quân Liêu và quân Cao Ly, sự kháng cự quyết liệt của binh lính Cao Ly lúc đầu bị chậm lại, sau đó đã cản trở đáng kể bước tiến của quân Liêu vào thành Pongsan. Cuối thành Pongsan vẫn thất thủ, quân Liêu tràn xuống phía nam. Quân Cao Ly bị quân Liêu do Tiêu Tốn Ninh (蕭遜寧) chỉ huy liên tiếp đánh bại, thành Hưng Hóa (Heunghwa) của Cao Ly cũng rơi vào tay quân Liêu và quân Cao Ly bị quân Liêu dồn xuống phía nam sông Đại Đồng. Các tướng lĩnh nhà Liêu tuyên bố rằng họ có 80 vạn quân, yêu cầu Cao Ly nhượng cho nhà Liêu một số lãnh thổ quanh sông Áp Lục. Quân Liêu tiến quân vững chắc về phía nam, đến khu vực sông Thanh Xuyên.
Nhưng quân đội của Cao Ly không bao giờ đầu hàng. Họ đã đứng vững trước các cuộc tấn công trực diện của quân Liêu. Họ đột phá vào doanh trại quân Liêu để rút lui và tiến hành phục kích quân Liêu, đồng thời phát động các cuộc tấn công bên sườn chống lại quân Liêu. Các tướng sĩ Cao Ly cuối cùng đã chặn đứng được quân đội của Tiêu Tốn Ninh tại sông sông Thanh Xuyên. Trước sự kháng cự nhanh chóng và kiên quyết như vậy, Tiêu Tốn Ninh cho rằng những nỗ lực tiếp theo nhằm chinh phục toàn bộ bán đảo Cao Ly sẽ khiến quân Liêu bị tổn hao binh lực nghiêm trọng, và thay vào đó ông ta tìm cách đàm phán để giải quyết về vấn đề Cao Ly. Tại sông Thanh Xuyên, quân Liêu kêu gọi tiến hành các cuộc đàm phán giữa các lãnh đạo quân sự của hai bên Liêu và Cao Ly.
Tiêu Tốn Ninh đã viết thư yêu cầu Thành Tông phải đầu hàng: "Đất nước vĩ đại của chúng tôi sắp thống nhất đất đai bốn phương" và để biện minh cho cuộc xâm lược này bằng cách buộc tội Cao Ly: "Đất nước của ngài không quan tâm đến nhu cầu của người dân, chúng tôi thay mặt nó long trọng thực hiện hình phạt của trời". Thành Tông kêu gọi đồng minh quân sự là nhà Tống (đời vua Tống Thái Tông) giúp đỡ, song không có sự hỗ trợ nào của nhà Tống đối với Cao Ly. Quân Liêu yêu cầu Cao Ly đầu hàng và dâng những vùng đất thuộc vương quốc Bột Hải ngày xưa cho nhà Liêu. Thoạt đầu, họ yêu cầu Cao Ly đầu hàng hoàn toàn. Sau một sự bế tắc quân sự, các cuộc đàm phán bắt đầu giữa hai nước, đưa đến những nhượng bộ sau: Thứ nhất, Cao Ly chính thức chấm dứt mọi quan hệ với nhà Tống, đồng ý cống nạp cho nhà Liêu và dùng niên hiệu của nhà Liêu.
Thay vì bác bỏ thẳng thừng yêu cầu của Tiêu Tốn Ninh, triều đình Cao Ly ở Khai Thành bắt đầu tranh luận sôi nổi về tối hậu thư quân Liêu. Các quan chức triều đình Cao Ly tin rằng việc ngồi lại đàm phán với Tiêu Tốn Ninh sẽ ngăn chặn các cuộc xâm lược tiếp theo của nhà Liêu và kêu gọi triều đình Cao Ly hãy xoa dịu vua Liêu Thánh Tông của nhà Liêu. Nhiều chỉ huy quân sự cấp cao của Cao Ly gần đây đã đối đầu với quân Liêu trên chiến trường đã phản đối việc chấp nhận các điều khoản của Tiêu Tốn Ninh, trong đó có Từ Hi (Seo Hui), chỉ huy một cụm quân Cao Ly ở phía bắc Anju. Trong khi các quan lại đang tranh cãi ở Khai Thành, Tiêu Tốn Ninh đã bất ngờ lệnh cho quân Liêu qua sông sông Thanh Xuyên, đánh thẳng vào tổng hành dinh quân đội Cao Ly ở Anju. Cuộc tấn công của quân Liêu nhanh chóng bị quân Cao Ly đẩy lui, nhưng nó đã khiến triều đình Cao Ly rơi vào tình trạng gần như hoảng loạn.
Ban đầu, Thành Tông định chấp nhận dâng đất cầu hòa, lên kế hoạch theo lời khuyên của những nhà đàm phán để nhường lãnh thổ phía bắc Bình Nhưỡng ngày nay cho nhà Liêu và vẽ biên giới Liêu-Cao Ly theo một đường thẳng giữa Hoàng Châu và P'aryŏng. Tuy nhiên, Từ Hi (Seo Hui) tin rằng quân Liêu đang hành động với tư thế họ "sợ hãi chúng ta" và cầu xin nhà vua "trở về kinh đô và để chúng tôi, các tướng sĩ của ngài, tiến hành thêm một trận chiến nữa". Vì vậy, gọi một cách khoa trương vùng đất mà Cao Ly Quang Tông đã chinh phục từ người Nữ Chân và vùng đất mà người Khiết Đan nhà Liêu hiện nắm giữ là "lãnh thổ Cao Câu Ly cũ". Kết quả, Từ Hi (Seo Hui) đã thuyết phục được Thành Tông nên ra sức chiến đấu.
Quân Liêu tiến đánh Quy Châu (Gwiju). Quân Cao Ly ở đây nỗ lực chống trả đến cùng khiến quân Liêu phải chia quân bao vây Quy Châu (Gwiju) và nam hạ tấn công thành An Nhung (Anyung). Tướng Liêu thống lĩnh cánh quân Liêu đi đánh An Nhung là Xiao Hengde.
Sau đó, hậu duệ của vương quốc Bột Hải là Đại Đạo Tú (con trai của thái tử Đại Quang Hiển, hậu duệ đời thứ 11 của Đại Dã Bột - đệ của Bột Hải Cao Vương) cùng Phó trung lang tướng Yu Bang đã lãnh đạo quân dân Cao Ly tại thành An Nhung (Anyung) đánh bại quân Liêu do Xiao Hengde chỉ huy. Sau trận đánh thành An Nhung (Anyung), quân Liêu đã bị chặn lại. Đại quân Cao Ly từ phía nam cũng đến chi viện cho thành An Nhung.
Trong nỗ lực xoa dịu giới quý tộc trong triều đình Cao Ly, Khương Hàm Tán (Gang Gam-chan) đã đề nghị Thành Tông tiến hành đàm phán với quân Liêu đế tránh chiến tranh kéo dài. Từ Hi (Seo Hui) đã tình nguyện ra đàm phán trực tiếp với tướng Liêu là Tiêu Tốn Ninh. Cả hai bên đều biết rằng yếu tố then chốt ảnh hưởng đến cuộc đàm phán là áp lực nặng nề mà nhà Tống gây ra cho nước Liêu.  Từ Hi (Seo Hui) đã sang doanh trại quân Liêu. Trong cuộc đàm phán trực tiếp với người đồng cấp, Từ Hi đã thẳng thắn nói với Tiêu Tốn Ninh rằng nhà Liêu không có cơ sở để tuyên bố chủ quyền đối với lãnh thổ Bột Hải trước đây, vì Cao Ly chắc chắn là người kế thừa vương quốc Cao Câu Ly trước đây nên vùng đất đó hoàn toàn thuộc về lãnh thổ của Cao Ly. Trong một lời đe dọa được che đậy một cách khéo léo, Từ Hi nhắc nhở Tiêu Tốn Ninh rằng bán đảo Liêu Đông cũng từng nằm dưới sự thống trị của Cao Câu Ly và các lãnh thổ của Mãn Châu, bao gồm cả kinh đô của nhà Liêu tại Liêu Dương, đều phải thuộc về Cao Ly một cách hợp pháp. Trong một kết luận đáng chú ý, Từ Hi đã nhận được sự đồng ý của Tiêu Tốn Ninh cho phép sáp nhập khu vực đến sông Áp Lục vào lãnh thổ Cao Ly.
Quân Liêu của Tiêu Tốn Ninh sau đó rút lui. Tiêu Tốn Ninh và quân Liêu không những phải quay trở về nhà Liêu khi không đạt được mục tiêu, cộng với việc cuộc xâm lược này còn phải kết thúc với việc nhà Liêu phải nhường lãnh thổ dọc theo phía nam sông Áp Lục cho Cao Ly. Vì vậy, thủ đoạn ngoại giao xuất sắc của Từ Hi (Seo Hui) đã nhấn mạnh sự hiểu biết đúng đắn của ông ta về cả tình hình quốc tế đương thời lẫn vị thế của Cao Ly trong khu vực. Cao Ly được phép lấy lại được phần đất bị Liêu chiếm và vùng thượng du sông Áp Lục (lúc đó đang bị chiếm giữ bởi các bộ tộc Nữ Chân chuyên rắc rối cho nhà Liêu, với lý do rằng trong quá khứ vùng đất này thuộc về Cao Câu Ly) được hợp nhất vào lãnh thổ Cao Ly. Tuy nhiên Cao Ly trở thành chư hầu của nhà Liêu.
Vì vậy, Từ Hi báo cáo với Thành Tông rằng ông ta đã ký một thỏa thuận với Tiêu Tốn Ninh để cùng "tiêu diệt người Nữ Chân" và chiếm giữ đất đai của họ để Cao Ly và Liêu có biên giới đất liền gần hơn và quan hệ triều cống tương xứng. Ông ta than thở rằng người Nữ Chân sẽ chỉ cho phép Cao Ly vùng đất phía nam sông Áp Lục, nhưng đã hình dung ra một tương lai trong đó tình trạng giam cầm này sẽ thay đổi.
Quân Liêu rút lui vào tháng 12 năm 993 và nhượng lại lãnh thổ phía đông sông Áp Lục sau khi Cao Ly đồng ý chấm dứt liên minh với nhà Tống (đời vua Tống Thái Tông).

### Tình hình chính trị thời kỳ cuối
Năm 994, trao đổi ngoại giao theo thường lệ giữa nhà Liêu và Cao Ly được bắt đầu, còn mối quan hệ giữa Cao Ly và nhà Tống không thể ấm lên.
Tuy nhiên, Cao Ly sau đó vẫn tiếp tục giao thiệp với nhà Tống cùng năm 994 và đã củng cố vị thế của mình bằng cách xây dựng Thiên Lý Trường Thành và 6 thành trì tại các vùng lãnh thổ phía bắc mới giành được. Từ Hi (Seo Hui) được Thành Tông cử đến để củng cổ các vùng lãnh thổ mới được mở rộng này. Tháng 9 năm 995, đất nước Cao Ly lần đầu tiên được Thành Tông chia thành 10 tỉnh.
Ngày 24 tháng 7 năm 996 chú của Thành Tông là Vương Uất qua đời tại Sasu-hyeon (nay là Sacheon-si, Gyeongsangnam-do, Hàn Quốc) - nơi ông ta bị lưu đày từ năm 992. Ông ta được chôn cất tại Vũ lăng (무릉, Mureung).
Đầu năm 997, Vương Tuân (con trai của Vương Uất và Hiến Trinh Vương hậu) từ Sasu-hyeon (nay là Sacheon-si, Gyeongsangnam-do, Hàn Quốc) trở về kinh đô Khai Thành và tiếp tục được Thành Tông bảo vệ cao độ. Vợ thứ hai của Thành Tông là Văn Hòa Vương hậu Kim thị đã trực tiếp nuôi dạy Vương Tụng, nay cũng nuôi dạy luôn cả Vương Tuân.
Ông qua đời vì bạo bệnh vào ngày 29 tháng 11 năm 997, hưởng dương 36 tuổi. Ngai vàng được trao cho người cháu trai, là con của Cảnh Tông với Sùng Đức công chúa, tức Cao Ly Mục Tông Vương Tụng. Thụy hiệu: Khang Uy Chương Hiến Quang Hiếu Hiến Minh Tương Định Văn Ý Đại vương (康威章宪光孝献明襄定文懿大王; 강위장헌광효헌명양정문의대왕), táng tại Khang lăng (康陵).

## Gia đình
- Tổ phụ: Cao Ly Thái Tổ.
- Nội tổ mẫu: Thần Tĩnh Vương thái hậu Hoàng Phủ thị (신정왕태후 황보씨; 900 – 983).
- Ngoại tổ mẫu: Trinh Đức Vương thái hậu Liễu thị (정덕왕태후 류씨).
- Thân phụ: Cao Ly Đới Tông Vương Húc (고려 대종 왕욱). Ông chưa từng làm vua ngày nào, chỉ được truy tôn bởi con trai mình.
- Thân mẫu: Tuyên Nghĩa Vương hậu (선의왕후), chị/em cùng cha với Đới Tông. Bà cũng là mẹ của Hiến Ai Vương hậu và Hiến Trinh Vương hậu, 2 người vợ thứ của Cảnh Tông.

### Thê tử
- Văn Đức Vương hậu Lưu thị (문덕왕후 유씨), con gái vua Cao Ly Quang Tông và Đại Mục Vương hậu, em gái ruột của Cao Ly Cảnh Tông,[6] tức chị/em họ với Thành Tông. Trước đây bà lấy Hoằng Đức Viện quân Vương Khuê, con trai Thọ Mệnh Thái tử. Hoằng Đức Viện quân Vương Khuê mất sớm, bà tái giá với Thành Tông. Bà trở thành nữ hoàng Cao Ly thứ năm trị vì theo dòng họ ngoại của mình sau Hiến Trinh Vương hậu, người em họ của bà và bà là Vương hậu Cao Ly đầu tiên tái hôn.
  - Tuyên Chính Vương hậu Lưu thị (선정왕후 유씨), thực tế là con của Hoằng Đức, lấy Cao Ly Mục Tông.
- Văn Hòa Vương hậu Kim thị (문화왕후 김씨), con gái của Kim Nguyên Sùng và Hòa Nghĩa Quận Đại phu nhân Vương thị. Nguyên là Cung chúa, Hiển Tông tấn tôn Đại phi.
  - Nguyên Trinh Vương hậu Kim thị (원정왕후 김씨), lấy Cao Ly Hiển Tông, không con.
- Diên Xương Cung phu nhân Thôi thị (연창궁부인 최씨),[8] con gái Thôi Hành Ngôn và Lễ Sơn Quận phu nhân Kim thị. Hiển Tông tấn tôn Đại phu nhân.
  - Nguyên Hòa Vương hậu Thôi thị (원화왕후 최씨),[10] cũng lấy Cao Ly Hiển Tông, sinh được hai con gái.

## Trong văn hóa đại chúng
- Được đóng bởi Kim Myung-soo trong bộ phim truyền hình KBS2 năm 2009 Empress Cheonchu.